# David Kelly (experto en armas)
David Christopher Kelly, CMG (14 de mayo de 1944 – 17 de julio de 2003), fue un científico británico, una autoridad en guerra biológica, empleado del Ministerio Británico de Defensa y anteriormente un inspector de armas de las Naciones Unidas en Irak. Llamó la atención pública en julio de 2003 cuando después de una conversación extraoficial con el periodista de la BBC Andrew Gilligan, sobre un dosier del gobierno británico que trataba de armas de destrucción masiva en Irak, fue citado por Gilligan levantando una gran controversia. El nombre de Kelly fue reconocido por los medios de comunicación como la fuente de información de Gilligan, el 15 de julio fue llamado a comparecer ante el comité parlamentario de asuntos exteriores para ser investigado por lo que Gilligan había informado. Kelly fue fuertemente puesto en entredicho por su comportamiento. Dos días más tarde fue encontrado sin vida.
El gobierno del primer ministro británico Tony Blair creó la llamada Hutton Inquiry, una investigación pública sobre las circunstancias que rodearon la muerte. La investigación concluyó que Kelly había cometido un suicidio. Lord Hutton también decidió que las evidencias relacionadas con la muerte, incluyendo el informe post mortem y fotografías del cuerpo, deberían permanecer clasificadas durante 70 años.

## Conversión
Durante una misión de inspección a Irak en 1998, Kelly trabajó con un traductor norteamericano y oficial de la fuerza aérea de Estados Unidos, Mai Pederson, que le introdujo en el bahaismo. Kelly permaneció como miembro de esta fe por el resto de su vida, acudiendo a encuentros espirituales cerca de su casa de Southmoor, Oxfordshire. Fue durante un tiempo tesorero de la rama local basada en Abingdon, Oxfordshire. Su estancia en Irak le dejó un profundo afecto por ese país, su pueblo, y su cultura, aunque aborrecía el régimen de Sadam Huseín.